# IC 1789
IC 1789 ist eine Spiralgalaxie  vom Hubble-Typ Sa im Sternbild Dreieck am Nordsternhimmel. Sie ist rund 219 Millionen Lichtjahre von der Milchstraße entfernt und hat einen Durchmesser von etwa 140.000 Lichtjahren. Gemeinsam mit vier weiteren Galaxien bildet sie die IC 1784-Gruppe (LGG 55). 

Im selben Himmelsareal befinden sich u. a. die Galaxien IC 1785 und IC 1793.
Das Objekt wurde von Edward Emerson Barnard entdeckt.